# Ullrich Libor
Ullrich Libor, född den 27 mars 1940, är en västtysk seglare.
Han tog OS-brons i Flying Dutchman i samband med de olympiska seglingstävlingarna 1972 i München.